# فيليكي جاليش
فيليكي جاليش اختصاراً جاليش (باللغة الصربية كتابة كريلية: Велики Галијаш) هي قناة تحولت إلى بحيرة في جزيرة تسمى بالحرب العظمى، داخل مدينة بلغراد عاصمة صربيا.
تعد القناة القديمة واحدة من المعالم الطبيعية الرئيسية في الجزيرة . في الوقت الحالي، عٌزلت القناة عن نهر الدانوب وتحولت فعلياً إلى بحيرة، تبلغ مساحتها 0,24 كيلومتراً مربعاً، وأصبحت أهم منطقة طبيعية لعيش الطيور والأسماك في الجزيرة، حيث يوجد 196 نوعاً من الطيور و90 نوعاً من الأسماك التي تعيش فيها . إلا انه أثناء سنوات الجفاف، استنزفت البحيرة بالكامل مما تسبب في أضرار للنظام الإيكولوجي المغلق المتمركز حولها . في أغسطس 2007، بدأ حفر قناة طولها 300 متر تعيد ربط فيليكي جاليش بالدانوب وتمنع الجفاف الموسمي للبحيرة . وبعد إتمامه بدأت الأسماك من نهر سافا تسبح في فيليكي جاليش ويحظر صيد الأسماك في البحيرة كما هو الحال في منطقة النهر على بعد 50 متراً من ساحل الجزيرة .
الاحتفال باليوم الدولي لنهر الدانوب في 29 حزيران \ يونيو، تم افتتاح مخيم تعاوني اقتصادي مكون من مساكن ضخمة لطلاب جامعة بلغراد بالقرب من البحيرة في عام 2007 . من المقرر أن يتم إنشاء منطقة مراقبة تصل ارتفاعها إلى 15 متراً إلى الغرب من مدينة فيليكي غاليش، بحيث تتركز شبكة الزائرين بأكملها على النقاط الغير قابلة للغوص حول البحيرة وفي جميع أنحاء الجزيرة لدراسة حياة الطيور . ومن المقرر أيضاً بناء مختبر حيوي .
معظم بحيرات صربيا مصطنعة، تم إنشاؤها عن طريق سد العديد من انهار صربيا لغرض الحصول على الطاقة الكهرومائية أو خزانات المياه . البحيرات الطبيعية في سهل بانونيا ضحلة، وتحدث كأذرع نهرية أو مستنقعات، أو بفعل تآكل الآيليان. بعض البحيرات الطبيعية في الجبال هي من اصل جليدي .